# ジェリーのいたずら作戦
『ジェリーのいたずら作戦』（原題：The Year of the Mouse）はトムとジェリーの短編作品の一つ。1965年製作。制作はチャック・ジョーンズ（Chuck Jones）。

## 作品内容
リビングで安らかに寝息を立てているトム。暖炉の煙突の上では、ジェリーと相棒の灰色のネズミが彼にいたずらをしかけてやろうと画策する。ジェリーはいたずらの実行役、相棒はジェリーを釣り竿で操る役割を担う。
ジェリーは煙突を介して屋内へ忍び寄る。眠るトムを蝿叩きで引っ叩き本人にそれを持たせたり、同じくリボルバーを持たせた上で暴発させたり、自殺未遂を演出したりなど、いたずらは徐々に悪辣さを増していく。
トムのリアクションで再三大笑いするジェリー達だったが、かたや昼寝を妨害された上に悪質ないたずらの標的にされ続け怒りを爆発させたトムに銃口を向けられ、降参に終わる。
ジェリーと相棒の二人を、栓がリボルバーの引き金と連動する瓶に閉じ込め、今度こそ安息の眠りに浸るトムだった。
本作はトムが勝利する数少ない作品である。

## 登場キャラクター
トム
昼寝の最中に幾度となくいたずらの被害に遭うが、最終的にジェリーと灰色ネズミを瓶に閉じ込める。
ジェリー
相棒の灰色ネズミと共にトムへ様々ないたずらをする。だが最後はトムに仕返しされ、相棒共々瓶に閉じ込められ銃を突きつけられた。
灰色ネズミ
ジェリーの相棒として登場。トムにいたずらを仕掛ける旨をジェリーに持ちかけ、釣り竿でジェリーを釣ってトムにいたずらさせる。だが最後はトムに仕返しされ瓶に閉じ込められた。

## 日本でのテレビ放映
1980年頃、日本テレビ系「木曜スペシャル・おかしなおかしな トムとジェリー 大行進」の枠内で放映され、その後も再放送された。DVDにも収録。